# Necroscia mista
Necroscia mista är en insektsart som först beskrevs av Chen, S.C. och Yun He He 2008.  Necroscia mista ingår i släktet Necroscia och familjen Diapheromeridae. Inga underarter finns listade i Catalogue of Life.